# Hohenleipisch (Naturschutzgebiet)
Das Naturschutzgebiet Hohenleipisch liegt auf dem Gebiet der Gemeinde Hohenleipisch im Landkreis Elbe-Elster in Brandenburg.
Das Gebiet mit der Kenn-Nummer 1608 wurde mit Verordnung vom 24. November 2005 unter Naturschutz gestellt. Das rund 169 ha große Naturschutzgebiet erstreckt sich nördlich des Kernortes Hohenleipisch. Am südöstlichen Rand verläuft die Landesstraße L 62, östlich erstreckt sich das etwa 670 ha große Naturschutzgebiet Der Loben.